# 亚斯圣安德拉什
亚斯圣安德拉什（匈牙利語：Jászszentandrás）是匈牙利亚斯-瑙吉孔-索尔诺克州所辖的一个村，总面积44.33平方公里，总人口2446，人口密度55.2人/平方公里（2010年1月1日）。